# Juan Martínez de Rozas

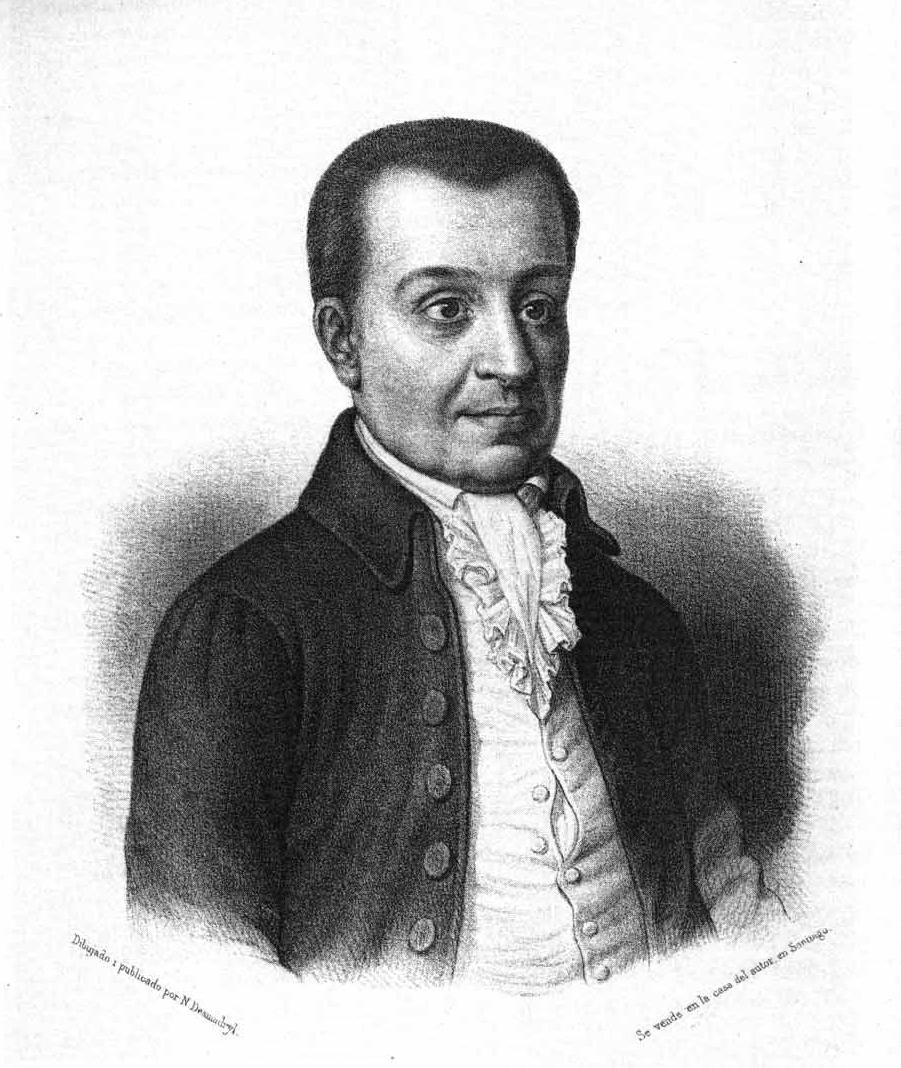
Juan Martínez de Rozas

Juan Martínez de Rozas Correa (* 1759 in Mendoza, damals beim Generalkapitanat Chile, heute in Argentinien; † 3. März 1813 ebenda) war ein chilenischer Politiker und einer der ersten Führer der Unabhängigkeitsbewegung des Landes.

## Leben

### Jugend und Ausbildung
Martínez de Rozas wurde als Sohn von Juan Martínez de Soto Rozas und seiner Frau María Prudencia Correa Villegas in Mendoza geboren. Er studierte zunächst an der Universität von Córdoba und ab 1780 an der Real Universidad de San Felipe in Santiago de Chile Rechtswissenschaften. Er schloss seine Studien mit der Zulassung als Anwalt vor der Real Audiencia (1784) und der Promotion (1786) ab.
Martínez muss sich während seiner Studienzeit auch umfassendes Wissen in anderen Fächern angeeignet haben, denn er war auch am Colegio Real de San Carlos als Dozent für Philosophie tätig und hielt Vorlesungen in experimenteller Physik.
Martínez de Rozas war mit Maria de las Nieves Urrutia y Mendiburu verheiratet.

### Karriere in der Kolonialverwaltung
Martínez begann seine Karriere unter Gouverneur Ambrosio O’Higgins als Leiter der Verwaltung in Concepción. 1796 berief ihn Gouverneur Gabriel de Avilés zu seinem Berater. 1800 wurde er zurück nach Concepción versetzt. Dort enthob man ihn seines Postens, angeblich wegen eines unvereinbaren Interessenkonfliktes zwischen seinen Pflichten als Vertreter der Stadt und seiner Tätigkeit als Rechtsanwalt seiner Frau. Der Streit bewegte lange Zeit die Gerichte, Martínez sollte am Ende Recht bekommen, zeigte aber zu dieser Zeit kein Interesse mehr am Amt in Concepción.

### Sekretär von Gouverneur García Carrasco
Nach dem Tod von Gouverneur Luis Muñoz de Guzmán engagierte sich Martínez Rozas stark dafür, dass die neue Regelung von 1806, der zufolge der ranghöchste Offizier die Nachfolge antreten sollte, auch angewendet würde. Als Francisco Antonio García Carrasco im April dieses Amt antrat, engagierte er Rozas als Sekretär.
Zu dieser Zeit begann Rozas’ aktiver Einsatz für die Rechte der einheimischen Kreolen und später für die Selbstverwaltung und schließlich die Unabhängigkeit Chiles. Er erreichte etwa bei García, dass die Zahl der einheimischen Beisitzer im Stadtrat von Santiago auf 12 erhöht wurde. Der Widerstand dieser Institution gegen das spanientreue Oberste Gericht (die Real Audiencia) und den Gouverneur selbst führte schließlich zur Entlassung von Martínez Rozas, der nach Concepción floh.
Die genaue zeitliche Abfolge und die mögliche Beteiligung Rozas’ an der Scorpion-Affäre ist unklar. Gouverneur García Carrasco hatte gegen die Beteiligung von 85 % am Gewinn ein Schmugglerschiff (die Scorpion) von Polizeitruppen überfallen und ausrauben lassen. Der Kapitän und acht Besatzungsmitglieder wurden im September 1808 ermordet, die Täter fanden sich später unter bewachtem Arrest und damit dem Zugriff der Justiz entzogen. Dieser Skandal führte dazu, dass der – ohnehin beim Volk verhasste – García Carrasco im Juli 1810 zum Rücktritt gezwungen wurde.

### Mitglied der Regierungsjunta

#### Der 18. September 1810
Martínez Rozas hatte von Concepción aus aktiv die Rücktrittsforderungen unterstützt. Er setzte sich an die Spitze der Bewegung der Juntistas, die für Chile eine Regierungsjunta forderten, wie sie auch in Spanien (Junta Suprema Central) im Kampf gegen die napoleonischen Angreifer gebildet worden waren.
Der Nachfolger im Amt des Gouverneurs, Mateo de Toro Zambrano y Ureta zögerte, aber die Juntistas bedrängten ihn immer mehr. Schließlich lud er für den 18. September 1810 zu einer Versammlung nach Santiago ein, auf der die künftige Regierung Chiles besprochen werden sollte. Auf der Versammlung übernahmen die Juntistas das Ruder, erreichten den Rücktritt des greisen Gouverneurs und wählten ihn sogleich als Präsidenten der Junta. Auch Martínez wurde in die Junta als einfaches Mitglied gewählt.

#### Regierungszeit der Junta
Martínez zog im November nach Santiago um, wo er freudig empfangen wurde. Er vertrat die Position der exaltados, für die mit der Regierungsjunta auch weitreichende Reformen angestoßen werden sollten. Das Staatswesen sollte modernisiert werden und Chile autonom von den Einheimischen verwaltet werden. Bei der Junta in Argentinien bat er um eine Druckerpresse, um in Chile Zeitungen und Bekanntmachungen drucken zu können.
Als im Februar 1811 der Präsident der Junta, Toro Zambrano, starb und auch sein Stellvertreter, der 79-jährige Bischof von Santiago José Martínez de Aldunate schwerkrank im Sterben lag, übernahm Martínez de Rozas zunächst das Amt.

#### Figueroa-Putsch
Am 1. April 1811 putschte der royalistische Offizier Tomás de Figueroa gegen die Regierung. Er wollte damit die Wahl der Delegierten für den Nationalen Kongress verhindern, die für diesen Tag angesetzt war. Die Regierung floh vor den anrückenden Putschisten aus dem Regierungsgebäude ins Haus von Márquez de la Plata, so dass die Putschisten unverrichteter Dinge weiterzogen. Die Regierung beauftragte den Kommandanten Juan de Dios Vial, den Aufstand militärisch niederzuschlagen. Mit 500 Mann stellte er die Putschisten, die nach kurzem Feuergefecht besiegt waren. Figueroa floh in ein Kloster, das die Miliz stürmte. Noch in derselben Nacht wurde ihm ein kurzer Prozess gemacht. Der Wortlaut des Todesurteils, das Figueroas Vorgehen wortreich verdammte, stammte aus der Feder von Martínez Rozas. Figueroa wurde in den frühen Morgenstunden des 2. April hingerichtet.
Die Flucht vor den Putschisten, die Tatsache, dass die Regierung selbst nicht bei der Niederschlagung des Aufstands beteiligt war und auch das harte Urteil gegen Figueroa brachten die Bevölkerung gegen Martínes Rozas und seine Exaltados auf. Martínez trat am 2. April als Präsident der Junta zurück und überließ den Vorsitz dem Obersten Richter, Fernando Márquez de la Plata, blieb jedoch der starke Mann der Junta. Bei den Delegiertenwahlen hatten moderate Kräfte (Moderados) und Royalisten (Realistas) die Mehrheit.

#### Auflösung derReal Audiencia
Die Junta nutzte den Putsch, um Ende April die spanientreue Real Audiencia als Obersten Gerichtshof aufzulösen; ihnen wurde die Beteiligung an der Verschwörung vorgeworfen. Die Mitglieder erhielten freies Geleit nach Lima. Der ehemalige Gouverneur García Carrasco wurde gefangen genommen.

### Nationaler Kongress
Am 4. Juli 1811 trat der Erste Nationale Kongress Chiles zusammen. Die Wahlen waren teils unter chaotischen Bedingungen erfolgt. Die Zahl der Deputierten aus Santiago (6 oder 12) blieb lange Zeit umstritten, zumal sie mehrheitlich (9 von 12) moderat bzw. sogar royalistisch gesinnt waren. Im gesamten Nationalkongress hatten die Exaltados keine Mehrheit.

### Die Junta von Concepción
Während der Kongress mit seinen Sitzungen begann, blieb Martínez in Santiago. Mitte August erklärten mehrere radikale Delegierte aus seinem Umfeld ihren Rücktritt aus Protest gegen die Unregelmäßigkeiten und gingen mit ihm nach Concepción zurück. Dort bildeten sie am 5. September 1811 eine neue Junta als Gegenregierung. Beinahe zeitgleich (aber ohne Absprache) hatte in Santiago José Miguel Carrera am 4. September 1811 die Macht übernommen – damit waren die Forderungen Rozas hinfällig geworden. Der Staatsstreich war vordergründig geglückt, die Junta von Concepción löste sich auf. Doch die Rivalität zwischen den beiden Führern der Unabhängigkeit wuchs.

### Nach dem zweiten Carrera-Putsch
Auch wenn die Radikalen nun die Macht hatten, gingen die Debatten zwischen Carrera und Rozas weiter, zeitweilig geschlichtet durch den Vermittler Bernardo O’Higgins. Im November 1811 putschte Carrera erneut und löste den Kongress auf. Er regierte nun mit absoluter Macht. Während Carrera in eigener Machtvollkommenheit das Staatswesen reformieren wollte (und wichtige Schritte dahin unternahm), forderte Rozas Wahlen und eine repräsentative Beteiligung auf breiter Basis. Am 12. Februar 1812 formierte er erneut eine Regierungsjunta in Concepción, um Parlamentswahlen und eine Abstimmung über die neue Verfassung zu erzwingen. Am 8. Juli 1812 machte Carrera den Umtrieben in Concepción gewaltsam ein Ende, ließ die Führer verhaften und verbannte Martínez de Rozas am 10. Oktober 1812 ins Exil nach Mendoza.

### Exil
In Mendoza empfing man ihn mit großen Ehren. Er starb im Herbst des folgenden Jahres am 3. März 1813 im Alter von 54 Jahren in Mendoza und wurde dort begraben. Der chilenische Präsident José Manuel Balmaceda ließ seine Überreste 1889 nach Chile überführen.